# Kerkouane
Kerkouane (arabsky كركوان; občas také Kerkuane) bylo punské město v severovýchodním Tunisku poblíž poloostrova Mys Bon. Toto fénické město bylo pravděpodobně opuštěno během první punské války (kolem 250 př. n. l.) a již nikdy nebylo znovu vybudováno. Existovalo po dobu téměř 400 let a vedle měst Kartágo, Hadrumetum a Utica patřilo mezi nejdůležitější fénická sídla.
K jeho objevení došlo v roce 1952. Během archeologických výzkumů zde byly odhaleny ruiny ze 4. a 3. století př. n. l. Ve městě se do dnešní doby zachovaly obvodové zdi typu opus africanum z mnoha domů, mnohdy také s patrnými zbytky barevných fasád. Na základě srovnání půdorysů budov a uspořádání ulic lze rozpoznat, že stavitelé postupovali podle sofistikovaného systému městského plánování. V městské svatyni se zachovalo několik sloupů a menší pozůstatky atriových mozaik. Po celé lokalitě je možné nalézt obrubníky, prahy dveří a jednoduché podlahové mozaiky.
Jednou z nejvýznamnějších částí archeologického areálu je nekropole. Hrobky v nekropoli jsou jednoduché, ale propracované, často vytesané do skály a obsahující několik komor. Některé z nich měly schodiště vedoucí do podzemních pohřebních prostor. V hrobech byly nalezeny artefakty jako keramika, šperky a amulety, které dokládají víru v posmrtný život a snahu vybavit zemřelého předměty na jeho „cestu“. Důležitým nálezem je také použití purpurového barviva, které symbolizovalo bohatství a prestiž. 
V roce 1985 bylo punské město Kerkouane a jeho nekropoli prohlášeno organizací UNESCO za Světové dědictví.

## Fotogalerie

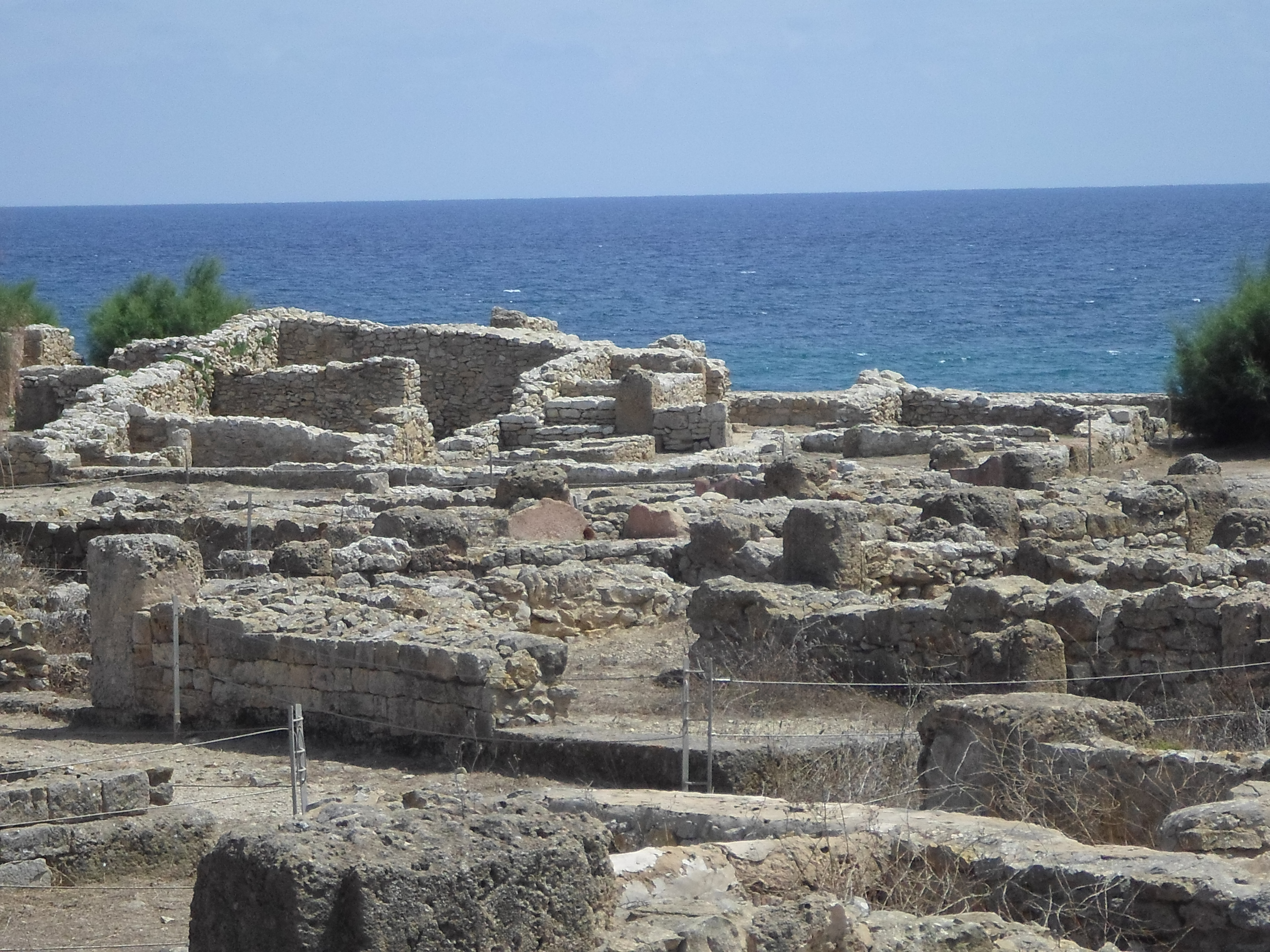
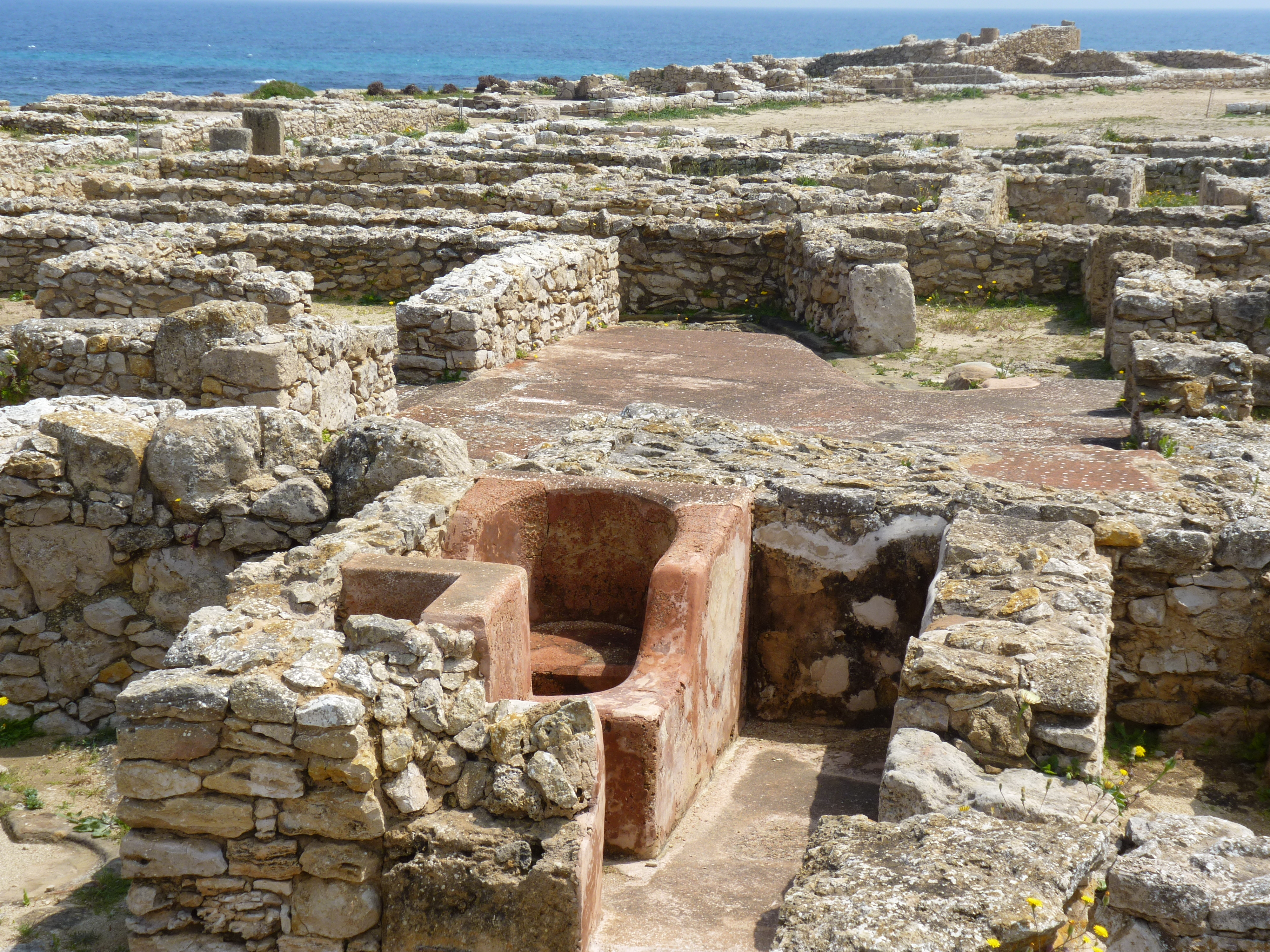
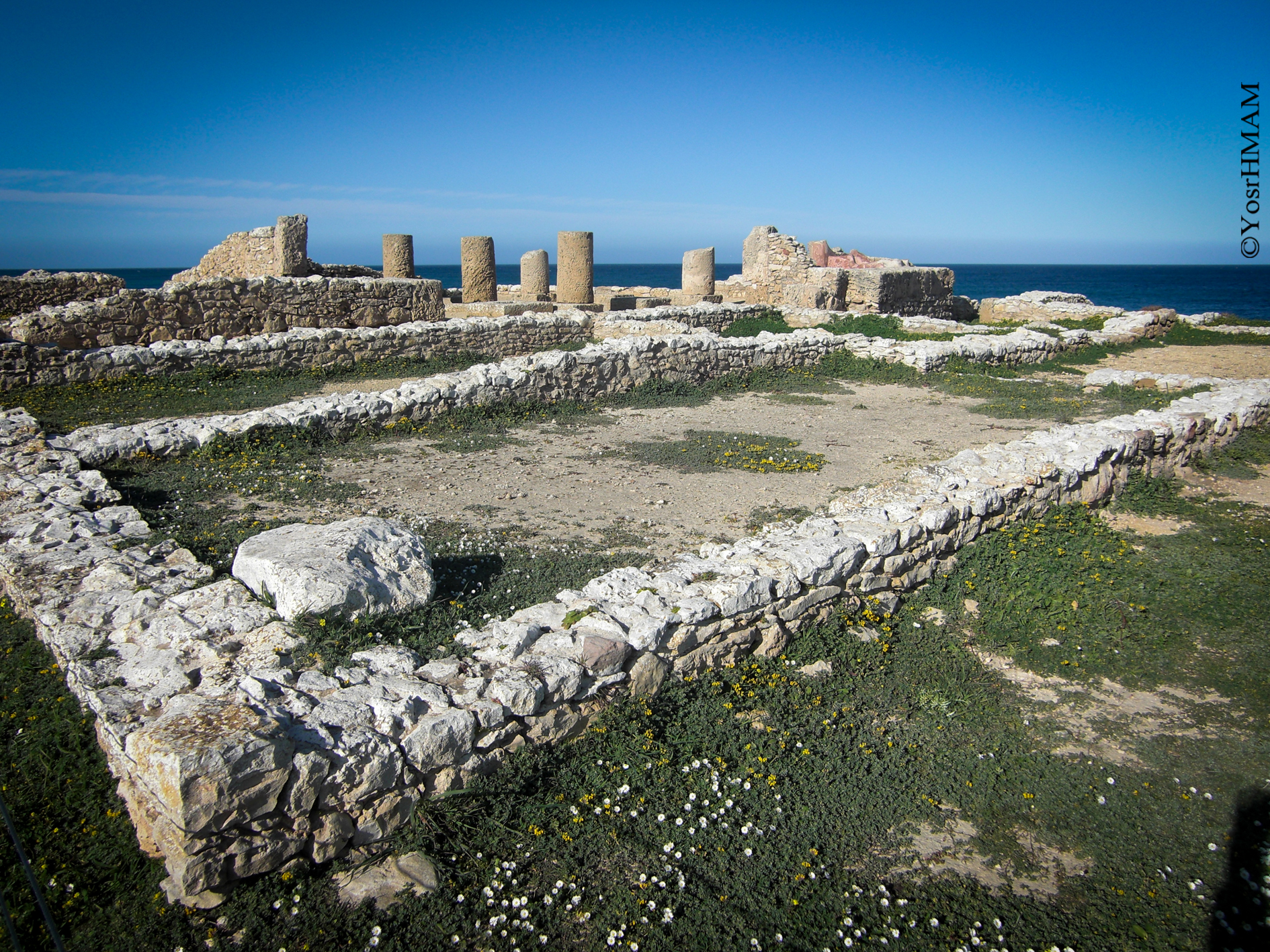
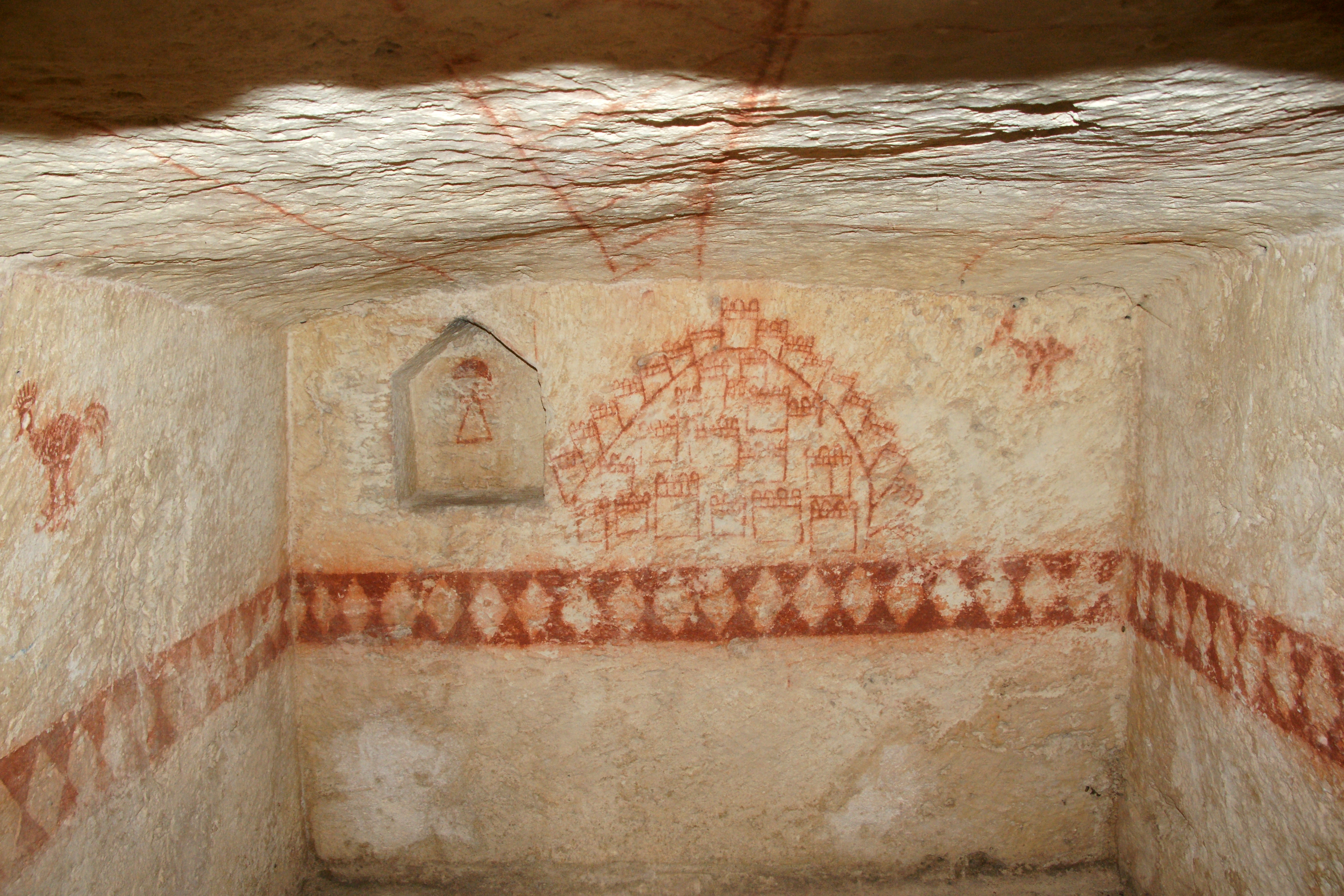